# 나기이치
〈나기이치〉(ナギイチ 나기이치[*])는 NMB48의 4번째 싱글이다.

## 개요
캐치프레이즈는, 〈나기이치, 나츠이치, 키미이치.〉.

## 수록곡

### Type-A
CD
1. ナギイチ / 나기이치
(작사: 아키모토 야스시 / 작곡: 스미다 신야 / 편곡: 이쿠타 마신)
2. 理不尽ボール / 부당한 볼 - 언더 걸즈
(작사: 아키모토 야스시 / 작곡: 츠지 타카히로 / 편곡: 노나카 “마사” 유이치)
3. 最後のカタルシス / 최후의 카타르시스 - 백조
(작사: 아키모토 야스시 / 작곡·편곡: 이토 신타로)
4. ナギイチ off vocal ver.
5. 理不尽ボール off vocal ver.
6. 最後のカタルシス off vocal ver.

DVD
1. ナギイチ Music Video
2. 最後のカタルシス Music Video
3. ナギイチ Music Video（Dance Shot ver.）
4. 특전 영상 〈NMB48 봄 학력 테스트 -전편-〉

### Type-B
CD
1. ナギイチ / 나기이치
2. 理不尽ボール / 부당한 볼 - 언더 걸즈
3. 僕がもう少し大胆なら / 내가 좀 더 대담하다면 - 홍조
(작사: 아키모토 야스시 / 작곡·편곡: 이타가키 유스케)
4. ナギイチ off vocal ver.
5. 理不尽ボール off vocal ver.
6. 僕がもう少し大胆なら off vocal ver.

DVD
1. ナギイチ Music Video
2. 僕がもう少し大胆なら Music Video
3. ナギイチ Music Video（Dance Shot ver.）
4. 특전 영상 〈NMB48 봄 학력 테스트 -후편-〉

### Type-C
CD
1. ナギイチ / 나기이치
2. 理不尽ボール / 부당한 볼 - 언더 걸즈
3. 初恋の行方とプレイボール / 첫사랑의 행방과 플레이 볼 - NMB 세븐
(작사: 아키모토 야스시 / 작곡: 타이라 류스케 / 편곡: 노나카 “마사” 유이치)
4. ナギイチ off vocal ver.
5. 理不尽ボール off vocal ver.
6. 初恋の行方とプレイボール off vocal ver.

DVD
1. ナギイチ Music Video
2. ナギイチ Music Video（Dance Shot ver.）
3. 특전 영상 〈NMB48 feat.요시모토 신 희극 Vol.3〉

### 극장반
CD
1. ナギイチ / 나기이치
2. 最後のカタルシス / 최후의 카타르시스 - 백조
3. 僕がもう少し大胆なら / 내가 좀 더 대담하다면 - 홍조
4. わるきー / 와루키 - 와타나베 미유키
(작사: 아키모토 야스시 / 작곡: 타이라 류스케 / 편곡: 노나카 “마사” 유이치)
5. ナギイチ off vocal ver.
6. 最後のカタルシス off vocal ver.
7. 僕がもう少し大胆なら off vocal ver.
8. わるきー off vocal ver.

## 선발 멤버
소속 팀은 발매일 시점

### 나기이치
(센터:야마모토 사야카)
- 팀N: 오가사와라 마유, 카도와키 카나코, 코타니 리호, 콘도 리나, 죠니시 케이, 시로마 미루, 후쿠모토 아이나, 야마다 나나, 야마모토 사야카, 요시다 아카리, 와타나베 미유키
- 팀M: 키노시타 모모카, 죠 에리코, 타니가와 아이리, 무라카미 아야카, 야구라 후코